# Iota del Centaure
Iota del Centaure (ι Centauri) és un estel en la constel·lació de Centaure de magnitud aparent +2,75. Porta el nom, poques voltes utilitzat, d'Alhakim, «el savi», d'origen àrab. Es troba a 58,6 anys llum de distància del Sistema Solar.
Iota del Centaure és un estel blanc de tipus espectral A2V. Considerat un estel de la seqüència principal —en el seu nucli té lloc la fusió de l'hidrogen—, les seves característiques suggereixen que pot haver evolucionat ja cap a una subgegant —implicant que la fusió de l'hidrogen ha finalitzat. Amb una temperatura superficial de 9100 K, és 71 vegades més lluminosa que el Sol, sent el seu radi 3,4 vegades més gran que el radi solar. Té una massa de 2,5 masses solars i la seva edat s'estima en uns 500 o 600 milions d'anys. La seva velocitat de rotació projectada, 86 km/s, implica un període de rotació de menys de dos dies. Té un camp magnètic unes 100 vegades major que el de la Terra.
L'aspecte més destacat de Iota del Centaure és que, igual que Vega (α Lyrae), β Pictoris i η Corvi, posseeix un disc circumestelar de pols a al seu voltant que emet radiació infraroja.